# John White Webster
John White Webster (Boston, 20 de maio de 1793 — Boston, 30 de agosto de 1850) foi um médico e professor de química e de mineralogia na Universidade de Harvard (Boston), que se celebrizou por ter sido condenado e enforcado pelo assassinato de um colega médico, o Dr. George Parkman, ocorrido no seu laboratório da Faculdade de Medicina. Num crime que chocou os Estados Unidos de então, desmembrou o corpo e tentou eliminar os restos queimando-os no fogão do laboratório. Publicou um livro sobre a geologia da ilha de São Miguel (Açores), onde viveu alguns anos e onde tinha ligações familiares, e várias obras sobre química, incluindo uma das primeiras traduções para a língua inglesa da obra de Justus von Liebig sobre química orgânica.

## Biografia
John White Webster nasceu em Boston, no seio de uma das famílias da tradicionais da Nova Inglaterra, ligada aos fundadores da cidade e com profundas raízes entre os pilgrims puritanos. O seu avô tinha feito fortuna como comerciante na cidade de Boston e o seu pai, Redford Webster, era um abastado negociante e proprietário de uma das principais farmácias da cidade. A sua mãe, Hannah (White) Webster, pertencia a uma das principais família da cidade, os Leverett. A família pertencia à congregação Unitariana da cidade, tendo como pastor o reputado reverendo Francis Parkman, ele também ligado às principais famílias da Nova Inglaterra. A família contava entre os seus amigos os principais políticos e intelectuais da época, entre os quais Robert Gould Shaw e diversos governadores de Massachusetts e presidentes da câmara de Boston.
Destinado a seguir as tradições familiares, John White Webster teve uma infância e juventude privilegiada, embora o seu pai nunca lhe tivesse concedido uma mesada adequada, o que depois o próprio alegou como sendo a fonte da sua inabilidade em lidar com matérias financeiras. Depois de terminar os seus estudos preparatórios, ingressou no Harvard College no qual se formou em 1811.
Decidiu então seguir uma carreira em medicina, ingressando no Harvard Medical College, no qual se formou em 1815. Como era tradição ao tempo, foi completar os seus estudos médicos na Europa, partindo para Londres, cidade onde estudou e estagiou no afamado Guy’s Hospital. Naquele hospital permaneceu cerca de dois anos (1815-1817) praticando como cirurgião estagiário e como assistente de alguns médicos afamados. Durante a sua estadia em Londres desenvolveu o gosto pela Química e pela Mineralogia e Geologia, ciências que aprofundou e em que se tornou proficiente, lendo as principais obras publicadas sobre a matéria e contactando alguns dos mais eminentes geólogos britânicos da época.
Aparentemente atraído pelo seu interesse pela Geologia, aproveitou a ligação marítima existente entre Londres e a ilha de São Miguel, nos Açores, resultado do intenso comércio de importação de laranjas açorianas para Inglaterra, e partiu para aquela ilha, onde chegou nos princípios de 1817.
Fixou-se então na cidade de Ponta Delgada, onde existia uma razoável comunidade inglesa e norte-americana, dedicando-se a estudos geológicos e à prática da medicina, exercendo funções de médico da comunidade de língua inglesa existente na ilha. O seu interesse pela geologia levou-o a travar relações de amizade com Thomas Hickling, um grande comerciante de laranja e vice-cônsul dos Estados Unidos da América na ilha, tornando-se visitante assíduo da sua casa.
Esta relação levou a que John Webster casasse a 16 de Maio de 1818 com Harriet Fredrica Hickling, uma das filhas de Thomas Hickling. Pouco depois o casal abandonou a ilha de São Miguel e foi viver para Boston, onde John Webster planeava desenvolver uma carreira como médico.
Durante a sua permanência nos Açores, John Webster escreveu uma excelente monografia sobre a geologia da ilha de São Miguel, a primeira obra a fazer uma abordagem científica à geologia dos Açores, a qual publicaria em Boston, no ano de 1821, com o título de A Description of the Island of St. Michael. A sua obra permanece actual e foi durante mais de um século o melhor trabalho existente sobre a geologia dos Açores.
Em Boston não teve o sucesso que esperava. Iniciou o seu trabalho como médico no consultório de um colega já com créditos firmados, mas não conseguiu conquistar clientela. Esta situação levou a que procurasse outra solução para a carreira que ambicionava, até porque a situação financeira da família estava em rápida deterioração: os negócios do seu pai não corriam de feição e os rendimentos que obtinha estavam muito longe das aspirações da esposa e da sua família. Resolveu então capitalizar os seus conhecimentos de química e geologia, obtendo em 1824, através da intervenção de George Parkman, irmão do pastor da família e um dos maiores beneméritos da instituição, um lugar de instrutor de Química, Mineralogia e Geologia no Harvard Medical College.
Apesar de não ser considerado brilhante e de ter manifestas dificuldades em manter a disciplina e o interesse dos seus alunos, em 1827 foi nomeado professor da escola de medicina da Universidade de Harvard, passando a ocupar o cargo de Erving Professor of Chemstry, um lugar que lhe rendia apenas $1 200 dólares por ano mas que o colocava entre a classe mais reputada da cidade.
Como professor de Harvard voltou a colocar as suas expectativas financeiras muito acima daquilo que eram os seus rendimentos: mandou construir uma mansão em Concord Street, um dos melhores lugares de Cambridge, e começou a desenvolver um estilo de vida totalmente incompatível com os seus rendimentos. Com quatro filhas e uma esposa habituada a uma vida de privilégio, tinha muita dificuldade em manter as aparências, até porque do seu salário de professor tinha que deduzir o custo dos equipamentos e reagentes que utilizava nas suas aulas, chegando mesmo a adquirir uma esqueleto fossilizado de um mastodonte, o que lhe trouxe uma pesada dívida. Ainda assim publicou vários manuais de Química, que tiveram algum sucesso, e traduziu para inglês a obra de Química orgânica de Justus von Liebig, o que lhe granjeou algum prestígio.
A situação pareceu melhorar quando uma das filhas casou para os Açores, ligando-se à poderosa família dos Dabney da ilha do Faial, e o pai faleceu. Contudo, a esperada herança paterna, que se estimava em mais de 50 000 dólares, afinal reduziu-se a pouco já que o pai tinha dívidas e a maior parte da sua fortuna estava investida na Charles River Bridge Company, que entretanto falira. Assim, em 1835 foi obrigado a vender a sua mansão e a mudar-se para uma residência mais modesta, arrendada.
Apesar da mudança, a situação financeira da família não melhorou, pelo contrário entrou numa espiral de dívidas que levou a que John Webster tivesse que utilizar a sua excelente colecção de minerais, a melhor da Nova Inglaterra, como garantia dos empréstimos feitos por diversos amigos, entre os quais o dr. George Parkman, ao tempo já um dos homens mais ricos da cidade.
John White Webster era um homem baixo, entroncado, com cabelos escuros e óculos grossos, sendo conhecido pela sua simpatia e bonomia. Ainda assim, Webster, mimado em criança e privilegiado na juventude, tinha um carácter petulante e exigente, mas era conhecido pela sua afabiliade, embora tivesse alguns comportamentos excêntricos, roçando o macabro. Henry Wadsworth Longfellow conta uma história que demonstra este aspecto macabro da sua personalidade: durante um jantar em casa dos Webster, John deixou os seus convidados espantados ao apagar as luzes, colocar uma laço em torno do pescoço e dependurar a sua cabeça, com a língua de fora, sobre uma taça com minerais fosforecentes que lhe davam um aspecto fantasmagórico de um homem enforcado.
Quando se desencadeou o escândalo que levaria à sua morte, surgiram algumas vozes críticas em relação ao seu trabalho como professor. Por exemplo, o The Boston Daily Bee descreveu-o como tolerado em vez de respeitado, tendo mantido a sua cátedra devido à sua relativa insignificância. Como professor não tinha chama e as suas lições eram corriqueiras, razão pela qual os alunos apesar de se inscreverem em geral as não frequentavam. Outro jornal, o Yarmouth Register, também apontava os mesmos defeitos: a sua reputação na profissão é respeitável, mas não brilhante, mas acrescentava que Com uma personalidade calma, amável e modesta, com grande sociabilidade e maneiras de uma afabilidade incomum, provavelmente não tem um único inimigo. Ainda assim, ambos os jornais referiram a sua má gestão de matérias pecuniárias.
De facto as dívidas eram o maior problema de Webster: com duas filhas em idade de debutarem, em finais da década de 1840 estava fortemente endividado, tentando desesperadamente manter as aparências e dar à sua família o estilo de vida faustoso que considerava adequado à sua posição social. Apesar da família ter deixado anos antes a mansão de Cambridge, ainda assim em 1849 arrendava uma casa respeitável, mas não grandiosa, próxima do centro de Boston. Por aquela altura o seu salário, as receitas dos livros e os bilhetes que vendia aos interessados em assistir às suas aulas não cobriam as suas despesas e já nem conseguia pagar os juros das dívidas que contraíra entre os seus amigos.
A sua situação financeira atingiu a ruptura quando chegou aos ouvidos de George Parkman que pretendia vender parte da sua colecção de minerais, ou entregá-la como garantia, para pagar dívidas: ora essa mesma colecção já tinha sido dada como garantia de uma dívida a Parkman, que considerou esta intenção, para além de desonesta, insultuosa. Passou então a exigir o imediato pagamento das dívidas, ameaçando com o escândalo de uma execução judicial se tal não se verificasse de imediato. Homem excêntrico, que cobrava pessoalmente as suas rendas e dívidas, percorrendo a cidade a pé, Parkman passou a perseguir Webster, aparecendo nas suas aulas e exigindo, em alta voz, o pagamento das quantias que lhe eram devidas.
Foi na sequência de uma destas visitas que John Webster pareceu dar indicações de que pagaria a dívida: combinou com George Parkman um encontro para antes do almoço do dia 23 de Novembro de 1849, no seu gabinete da Universidade, no decurso do qual pagaria a dívida. De facto, naquela manhã, depois de ter ido ao mercado e ter percorrido várias ruas da baixa de Boston, Parkman foi visto a caminhar para o edifício da Harvard Medical School, mas a partir daí perdeu-se-lhe o rasto: não compareceu ao almoço familiar marcado para as 14:00, o que acontecia pela primeira vez em 33 anos de casamento, nem voltou à mercearia onde tinha deixado uma alface que adquirira para a filha que estava doente.
Desencadeadas as buscas e publicados anúncios, prometendo $3 000 dólares, uma fortuna ao tempo, para quem desse pistas sobre o seu desaparecimento, ainda assim os dias foram decorrendo sem que o seu paradeiro fosse conhecido. Webster, entretanto, comunicara ao encarregado da limpeza do prédio da Universidade, Ephraim Littlefield, e à família que tinha recebido a visita de Parkman, lhe pagara a quantia de $483.64 em dinheiro e que ele tinha partido apressadamente.
A polícia entretanto revistara o edifício do Harvard Medical College e nada encontrara. Ainda assim, o encarregado da limpeza Ephraim Littlefield suspeitou do comportamento de Webster, que se encerrara durante horas no seu gabinete, tivera uma familiaridade excessiva para com ele, incluindo a oferta de um peru para a festa do Thanksgiving que se celebrava dias depois e o acender de um fogão de aquecimento sem razão aparente. Com ligações ao comércio de cadáveres roubados para uso nas aulas de anatomia, Ephraim Littlefield era pouco respeitado e em geral ignorado, mas ainda assim era persistente: face ao prémio prometido, resolveu escavar a parede da fossa existente sob o laboratório de Webster e investigar o seu conteúdo: Depois de trabalhar toda a noite, no dia 30 de Novembro descobriu restos de um cadáver dentro da fossa. Chamada a polícia, nessa mesma noite Webster foi preso e acusado do assassinato de Parkman.
Uma investigação mais aturada encontrou, para além dos restos existentes na fossa, ossos e de dentes calcinados no interior do fogão do laboratório e um torso e algumas vísceras num cesto colocado no interior do gabinete. As provas eram todas circunstanciais e a identificação da vítima foi feita pelo seu dentista, a primeira vez que registos dentais foram usados em tribunal. Webster negou qualquer envolvimento na morte, não sendo possível estabelecer qualquer prova material que o ligasse ao crime.
Ainda assim, depois de um grande júri ter deliberado e de vários especialistas terem examinado as provas, no dia 26 de Janeiro de 1850, Webster foi formalmente pronunciado pelo crime de homicídio. A acusação foi encarada com cepticismo pela maioria da alta sociedade de Boston, incluindo os professores de Harvard, que consideravam pouco credíveis as provas reunidas, explicando o caso com os restos de uma dissecação de cadáver, algo comum no edifício, ou incriminando Ephraim Littlefield. Apesar disso, Webster viu alguns dos melhores advogados do tempo, entre os quais Daniel Webster e Rufus Choate, recusarem a sua defesa. Face a essas recusas, Webster aproveitou o tempo na prisão para escrever a sua defesa, um documento de 194 páginas que seria depois publicado.
O julgamento começou a 19 de Março de 1850, sob a presidência do juiz Lemuel Shaw, do Supremo Tribunal de Justiça de Massachusetts. Os trabalhos demoraram 12 dias: 19 a 23 e 25 a 30 de Março e 1 de Abril. Durante o julgamento passaram pela sala de audiências mais de 60 000 espectadores, munidos de bilhetes e obrigados a sair depois de alguns minutos para dar lugar a outros. Vieram jornalistas de todos os recantos dos Estados Unidos da América e mesmo de Londres, Berlim e Paris.
A 1 de Abril de 1850 foi, contra todas as expectativas, considerado culpado e depois sentenciado a ser enforcado. O resultado caiu como uma bomba sobre a melhor sociedade de Boston.
Depois de um recurso e vários apelos, o último dos quais incluiu uma confissão de Webster, o governador George Nixon Briggs recusou a clemência pedida e a 30 de Agosto, John Webster foi publicamente enforcado na Leverett Square de Boston. Morreu ao fim de 4 minutos e foi secretamente enterrado no cemitério de Copp's Hill.
A viúva de George Parkman foi um dos primeiros contribuintes para um fundo destinado a ajudar a família de Webster, a qual, depois de algum tempo em Boston, decidiu ir viver para os Açores, onde permaneceu alguns anos e se ligou às famílias americanas que ali residiam.
Para além da obra A Description of the Island of St. Michael (1821), John Webster foi editor associado do Boston Journal of Philosophy and the Arts (1824–1826), compilou A Manual of Chemistry (1826), produziu edições revistas da obra Elements of Chemistry (1827), de Andrew Fyfe, e uma tradução pioneira para o inglês da obra de Justus von Liebig sobre química orgânica que intitulou Animal Chemistry or Organic Chemistry (1841).

## Obras publicadas
- A description of the island of St. Michael,: Comprising an account of its geological structure. Boston: R.P. & C. Williams (1821).
- A manual of chemistry: On the basis of Professor Brande's : containing the principal facts of the science, arranged in the order in which they are discussed … and persons attending lectures on chemistry. Boston: Richardson and Lord (1829).
- A manual of chemistry: Containing the principal facts of the science, in the order in which they are discussed and illustrated in the lectures at Harvard … lectures on chemistry . Boston: Marsh, Capen, Lyon and Webb (1839).

## Literatura
- Dictionary of American Biography, vol. 19, pp. 592–3. New York: Charles Scribner's Sons (1936).
- George Bemis, Report of the Case of John W. Webster. Boston: Little, Brown (1850).
- George Dilnot, The Trial Of Professor John White Webster. New York: Charles Scribner's Sons (1928).
- John W. Webster, Report of the case of John W. Webster: Indicted for the murder of George Parkman … before the Supreme Judicial Court of Massachusetts; including the … interesting matters never before published. New York: C.C. Little and J. Brown (1950).
- John W. Webster, Trial of Professor John W. Webster: For the murder of Dr. George Parkman in the Medical College, November 23, 1849. Boston: John A. French (1850).
- Simon Schama, Dead Certainties (Unwarranted Speculations). New York: A. Knopf (1991).